# Прва влада Стојана Протића
Прва влада Стојана Протића је била влада Краљевства Срба, Хрвата и Словенаца која је владала од 20. децембра 1918. до 16. августа 1919. године.

## Историја
Први кабинет Стојана Протића, одмах по уједињењу, нотификовао је свима савезничким и неутралним државама образовање Краљевства Срба, Хрвата и Словенаца, али одговор на ову нотификацију од стране савезника Енглеске, Француске и Италије још није стигао, нити је признање међународног индивидуалитета Краљевства СХС било потврђено. Опустошена земља без довољно хране, санитетског и техничког материјала, људства и стоке, без неопходних саобраћајних веза, потпуно уништених за време ратних операција, била је претежно y веома неповољном положају.
Говор министра пошта и телеграфа др. Еде Лукинића, на једној од првих седница Привременог народног представништва, најбоље илуструје ово стање: „У Србији", рекао је тада др. Лукинић, „нема ни толико коња, кола и кочијаша да се успостави минималан поштански саобраћај. За прву руку, по прорачуну стручњака, требало би најмање 200 коња, 90 кола и 100 кочијаша, али је све то немогуће наћи. Мој поштовани колега министар народног здравља др. Круљ, када је прошлих дана y Србији умирало дневно на стотине људи од пегавца, шпанске грознице и дифтерије, није могао кроз читавих месец дана превести из Земуна y Београд шлеп са медикаментима, јер није било радне снаге и коња. Немојте мислити да се оно, што је један страшан рат уништио за неколико година, може кроз три месеца поправити. Па и поред тога влада ће учинити све пошто нема изгледа да ће железнице y Србији скоро бити поправљене."
Министар војске и морнарице генерал Хаџић такође је тада обавестио Привремено народно представништво о свом наређењу по коме се из иностранства, преко Дубровника за Београд, имају упућивати само они инвалиди који могу ићи пешке јер превозних сретстава нема.

## Чланови владе
| Функција                                                         | Слика                | Име и презиме        | Детаљи                   | Странка                    |
| ---------------------------------------------------------------- | -------------------- | -------------------- | ------------------------ | -------------------------- |
| Председник Министарског савета                                   |                      | Стојан М. Протић     |                          | Народна радикална странка  |
| Потпредседник Министарског савета                                |                      | Антон Корошец        |                          |                            |
| Министар иностраних дела                                         |                      | Анте Трумбић         |                          |                            |
| Министар војске и морнарице                                      |                      | Михаило Рашић        | до 30.3.1919.            |                            |
| Министар војске и морнарице                                      | Стеван Хаџић         |                      |                          |                            |
| Министар унутрашњих дела                                         |                      | Светозар Прибићевић  |                          |                            |
| Министар правде                                                  |                      | Марко Трифковић      |                          |                            |
| Министар просвете                                                |                      | Љубомир М. Давидовић |                          |                            |
| Министар финансија                                               |                      | Момчило Нинчић       |                          |                            |
| Министар грађевина                                               |                      | Милан Капетановић    |                          |                            |
| Министар трговине и индустрије                                   |                      | Стојан Рибарац       | до 7.4.1919.             |                            |
| Министар трговине и индустрије                                   | Војислав С. Вељковић |                      |                          |                            |
| Министар пољопривреде                                            |                      | Живко Петричић       | до 14.3.1919.            | Старчевићева странка права |
| Министар пољопривреде                                            |                      | Алберт Крамер        | заступник, до 2.4.1919.  |                            |
| Министар пољопривреде                                            | Шефкија Глухић       |                      |                          |                            |
| Министар пошта и телеграфа                                       |                      | Едо Лукинић          |                          |                            |
| Министар шумарства и рударства                                   |                      | Мехмед Спахо         | до 23.2.1919.            |                            |
| Министар шумарства и рударства                                   |                      | Антон Корошец        | заступник, до 2.4.1919.  |                            |
| Министар шумарства и рударства                                   | Павле Д. Маринковић  |                      |                          |                            |
| Министар социјалне политике                                      |                      | Витомир Кораћ        | до 2.4.1919.             |                            |
| Министар социјалне политике                                      | Јосип Гостиничар     |                      |                          |                            |
| Министар народног здравља                                        |                      | Урош Круљ            |                          |                            |
| Министар вера                                                    |                      | Тугомир Алауповић    |                          |                            |
| Министар припреме за Уставотворну скупштину и изједначење закона |                      | Алберт Крамер        |                          |                            |
| Министар аграрне реформе                                         |                      | Фрањо Пољак          | од 2.4.1919.             |                            |
| Министар за исхрану и обнову земље                               |                      | Милоје Ж. Јовановић  | до 16.2.1919.            |                            |
| Министар за исхрану и обнову земље                               |                      | Живко Петричић       | заступник, до 14.3.1919. | Старчевићева странка права |
| Министар за исхрану и обнову земље                               |                      | Стојан Рибарац       | заступник, до 2.4.1919.  |                            |
| Министар за исхрану и обнову земље                               | Антон Корошец        |                      |                          |                            |
| Министар без портфеља                                            |                      | Милосав Раичевић     | до 17.3.1919.            |                            |
| Министар саобраћаја                                              |                      | Велислав Вуловић     |                          |                            |